# Seyni Oumarou
Seyni Oumarou (Tillabéri (Niger), 9 augustus 1950) is een Nigerees politicus. Hij was van 2007 tot 2009 premier van Niger. Sinds november 2008 is hij ook voorzitter van de Nationale Beweging voor de Ontwikkeling van de Maatschappij (MNSD).

## Levensloop
Oumarou behoort van huis uit tot de Djerma-stam. Hij was van 1987 tot 1998 directeur-generaal van Nigerees papierverwerkingsbedrijf. Hij werd in 1995 een speciaal adviseur voor premier Hama Amadou. In april 1999 werd hij gevraagd als minister van Handel en Industrie in de militaire overgangsregering van Daouda Malam Wanké. Deze gaf leiding aan de militaire coup waarbij president Ibrahim Baré Maïnassara het leven verloor. Amadou werd gekozen als premier en onder hem bleef Oumarou minister van Handel en Industrie. Na de verkiezingen in 2004 werd Oumarou minister van Accommodatie. President Mamadou Tandja botste met premier Amadou en daarom stapte Amadou in mei 2007 op. Tandja wees Oumarou aan als zijn opvolger. Tegen zijn benoeming werd geprotesteerd door de grootste oppositiepartij de Nigerese Partij voor Democratie en Socialisme (PNDS), omdat hij nauw had samengewerkt met Amadou en mogelijk ook geld had verduisterd dat bestemd was voor het onderwijs. Op 7 juni 2007 werd hij ingezworen als premier.
Amadou werd vervolgd door justitie. Sommige MNSD-parlementsleden bleven achter hem staan. Ondanks dat feit werd hij in juni 2008 afgezet als MSND-voorzitter. Oumarou volgde hem op.
De tweede termijn als president van Tandja zou eind 2009 aflopen, en hij kon zich volgens de grondwet niet opnieuw verkiesbaar stellen. Hij had aanvankelijk aangegeven dat ook niet te willen, maar bedacht zich in een later stadium. In juni 2009 kondigde hij aan in een referendum de bevolking te willen vragen langer te mogen aanblijven als president, maar een constitutioneel hof verbood dit. In de grondwet staat dat de president een referendum mag uitschrijven om het volk instemming te vragen voor wijziging van de grondwet, maar de passage die gaat over de zittingstermijn van de president is daarvan uitgezonderd. Hij verving leden van het het hooggerechtshof en dat stemde uiteindelijk alsnog in met het referendum. De Democratische en Socialistische Vergadering (CDS) onder leiding van Ousmane stapte uit zijn coalitie en daarmee verloor Tandja een meerderheid in het parlement.
Tandja riep in juni 2009 de noodtoestand af en kondigde aan voortaan per decreet te gaan regeren. Het grondwettelijk referendum werd geboycot door de oppositie en - mede - daardoor stemde een groot deel van de bevolking in met de wijziging. Veel internationale donoren schortte vervolgens de betaling van hulpgelden op.
Oumarou stelde zich verkiesbaar voor de parlementsverkiezingen die in oktober 2009 zouden worden gehouden. Daarom trad hij terug als premier. Hij werd op 23 september 2009 opgevolgd door Albadé Abouba. Oumarou werd vervolgens gekozen in het parlement en benoemd tot voorzitter.
ECOWAS, een regionaal samenwerkingsverband, schorste Niger als lid. Oumarou leidde een Nigerese delegatie naar Ajuba voor overleg met de top van ECOWAS.
Tandja werd op 18 februari 2010 afgezet door een militaire coup onder leiding van Salou Djibo. De coupplegers wilden de democratie herstellen. Veel belangrijke leden van de MSND werden gearresteerd door het nieuwe regime. Bij Oumarou gebeurde dat aanvankelijk niet. Hij werd pas op 29 maart 2010 gearresteerd, samen met sommige andere aanhangers van Tandja. Er werd geclaimd dat zij het gezag van de overheid wilde ondermijnen. Op 2 april 2010 werd Oumarou weer vrijgelaten.
Er werden door het regime nieuwe verkiezingen uitgeschreven. Tandja zelf zat ten tijde van de verkiezingen nog gevangen. Dit maakte het voor hem onmogelijk mee te doen aan de verkiezingen, ondanks verzoeken tot vrijlating van zijn partij. De MNSD schoof daarom Oumarou naar voren als kandidaat voor het presidentschap.Op 29 juli 2010 werd Oumarou gevangengenomen op beschuldiging van het verduisteren van 270 CFA-frank. Zijn partij was woedend vanwege de arrestatie en stelde dat deze politiek gemotiveerd was. Op 2 augustus kwam hij vrij op borgtocht. In de eerste ronde van de presidentsverkiezingen eindigde hij als tweede achter Mahamadou Issoufou. In de tweede ronde wist Oumarou hem niet te verslaan.